# 乳塩基性タンパク質
乳塩基性タンパク質（にゅうえんきせいたんぱくしつ、milk basic protein（ミルク・ベーシック・プロテイン）、MBP）とは、牛乳に含まれる乳清タンパク質の一部分である。分別というプロセスで牛乳から分離された機能性化合物であり、生物学的に活性のある複数の乳タンパク質から構成されている。その組成は、ラクトフェリンが約54%、ラクトペルオキシダーゼが約41%であり、残りはシスタチンCや高移動度群様タンパク質などのその他の活性タンパク質で構成されている。MBPは安全性が評価されており、栄養成分としての使用が意図されている。日本では、豆腐や納豆の機能性食品素材として認可されている。

## 生物学的機能
MBPに含まれる活性物質は、骨形成を促進し、骨吸収を抑制する。MBPは、破骨細胞の孔の形成を減少させることがわかっている。これは、骨を破壊してミネラルを放出し、血漿中に再吸収させる作用があるが、MBPにはこのプロセスを抑える働きがある。また、コラーゲンの生成や骨の形成に関与する骨芽細胞の増殖を促進することで、骨のミネラル化を促進する。毎日40ミリグラムのMBPを6か月間にわたって摂取することで、骨密度が増加し、尿中の骨吸収マーカーが低下することが示されている。

## 臨床上の関連性
MBPは、骨粗鬆症の予防と治療に役立つことがわかっている。MBPは、骨のリモデリング（形成と吸収）や骨密度の向上に影響を与えることで、骨の強化に直接的な効果があることが確認されている。骨密度の増加は、骨粗鬆症に伴う骨折のリスクを減少させるため、これらの作用は、特に閉経前や閉経後の女性にとって有益であると考えられる。

## アレルゲン表示
これまでの研究では、MBPに含まれるタンパク質成分は、牛乳アレルギーのある被験者に対してアレルギーのリスクを高めたり、他のアレルギーのある被験者に対して交差反応を起こしたりする可能性は低いと結論づけられている。しかし、アメリカ合衆国および欧州連合では、MBPは乳アレルゲンを含まないとは判断していない。そのため、MBPを原材料として含む製品には、アメリカ合衆国および欧州連合が定めた食品表示ガイドラインに基づき、乳を含むことを明記し、消費者に注意を促すことが義務付けられている。